# Бардолф (Илиноис)
Бардолф (енгл. Bardolph) град је у америчкој савезној држави Илиноис.

## Демографија
По попису из 2010. године број становника је 251, што је 2 (-0,8%) становника мање него 2000. године.
| Група             | 2000.        | 2010.       |
| Белци             | 253 (100,0%) | 240 (95,6%) |
| Афроамериканци    | 0 (0,0%)     | 0 (0,0%)    |
| Азијати           | 0 (0,0%)     | 0 (0,0%)    |
| Хиспаноамериканци | 0 (0,0%)     | 6 (2,4%)    |
| Укупно            | 253          | 251         |